# ネットワーク・トポロジー
ネットワーク・トポロジー (network topology) は、コンピュータネットワークのトポロジー。数学的にはグラフ理論の応用として研究されている。一般的には、ネットワーク上のノード（英: node、「節点」あるいは「頂点」を意味し、具体的にはコンピュータやネットワーク機器など端末のこと）と、ネットワークの経路（エッジ、英: edge、「枝」や「辺」を意味する）との相関をダイアグラムで抽象化した概念のことである。
「ネットワーク構成」や「網構成」とも言う。論理的な意味のほか、物理的な実装形態でも用いられ、例えばFTTHの幹線網の網構成）も同様にネットワーク構成と言う場合がある。

## 物理トポロジーと論理トポロジー
ネットワーク・トポロジーには、
物理トポロジー（物理構造）
物理的な外見上の構造
論理トポロジー（論理構造）
ネットワークの規格により定められる構造
がある。1つのネットワークには、物理トポロジーと論理トポロジーの2つが含まれるが、両者が必ずしも同じ形のネットワーク・トポロジーであるとは限らない。

## 基本的なトポロジー
主に以下の様な構成が用いられる。

### 環形（リング型）
環状に交換設備を接続したトポロジー。
代表例としては、トークンリングがある。
1つの区間の障害時には逆向きの接続で伝送できるネットワークもある。ただし、2箇所で断絶した場合、それ以上に通信が不可能になるため、ネットワーク・トポロジー単体の障害耐性は高くない。信号の伝送を1方向に限定し、多重化したネットワークもある。

### メッシュ形
それぞれのノードは1つ以上の他のノードとポイントツーポイントで接続している。そのため、ノードごとに通信のコストが異なる。

### 星型・車輪型（スター型）
交換設備（ハブ）から放射状に接続されるトポロジー。主にLANの端末機器の接続点、公衆通信網の加入者収容部分などで用いられる。
ネットワークの中心部はスポーク車輪の車軸のように見えるため、ハブと呼ばれる。
バス形に比べ、ハブ接続されているそれぞれの線は独立しているため障害耐性が高いが、ハブが故障した場合、全ての通信が途絶するため、ネットワークの障害耐性はハブに依存する。
主にXBASE-Tなどイーサネットの物理構造であり、環形（リング型）でも、リングの部分をひとつの「ハブ」に収めることにより、スター型の物理トポロジーをとるネットワークもある。

### フルコネクト型
1つ1つのノードが全ての他のノードと接続しているトポロジー。
1つのノードが故障しても他のノードとの通信には関係なく、自由に接続できるため、障害耐性はネットワーク中でもっとも高い。反面、設置にはコストがかかり、管理も煩雑になる。

### バス型
CSMA/CD (Carrier Sense Multiple Access with Collision Detection) で用いられるトポロジーで、送信した信号が全ての端末で受信される。また信号の衝突による干渉が発生しないような工夫が必要になる。
無線通信、10BASE-5、10BASE-2等の例がある。10BASE-Tからはケーブル形状の変更で物理的にはスター型トポロジーとなったが、論理トポロジーはバス型である。
有線のバスでは、断線が起こった場合、それより遠位のノードとの通信が途絶するため障害耐性は低い。

### 木型（ツリー型）
ただ1つの根（ルートノード）から枝分かれする様に伸びていくトポロジー。
USBのような、1対多通信が主になるネットワークで使われる。

## トポロジーの組み合わせ
基本的なネットワーク・トポロジーにはどれも利点と欠点があるので、大規模なネットワークや信頼性が求められるネットワークの場合、実際には複数のネットワーク構成を多層または複合的に組み合わせて運用される。

### 複合型（ハイブリッド型）
複数の基本的なトポロジーを組み合わせたトポロジー。

### 階層型
スター型・リング型を階層に分けて接続したものであり、大規模な公衆通信網に用いられる。

## トポロジーマネージャ
ネットワークのトポロジー情報を維持し、ネットワーク内のルートを計算するトポロジーマネージャは、現代のネットワーキングの基盤となりつつある。